# Phare de l'île Curtis
Le phare de l'île Curtis (en anglais : Curtis Island Light) est un phare actif situé sur l'île Curtis appartenant administrativement à la ville de Camden, dans le Comté de Knox (État du Maine).
Il est inscrit au Registre national des lieux historiques depuis le 17 mai 1973 .

## Histoire
Il est situé sur l'île Curtis, qui protège le port des tempêtes de l'océan. Il a été mis en service en 1836 et la structure actuelle a été construite en 1896. La maison du gardien actuel avait été construite en 1889, sur la fondation de la maison du gardien d'origine. En plus de servir de repère à Camden à l’entrée du port, la station servait également de tour de signalisation pour les navires à destination de Bangor.
En 1970, un groupe de citoyens de la région a convaincu la garde côtière américaine de confier le phare à la ville plutôt que de la mettre aux enchères. L'île est maintenant un parc municipal. La lumière a été automatisée en 1972 et la propriété est gérée par un concierge loué par la ville.

## Description
Le phare  est une tour cylindrique en brique, avec une galerie et une lanterne à six côtés de 7,5 m de haut, relié à une maison de gardien en bois par un passage couvert. La tour est peinte en blanc et la lanterne est noire. Son Feu à occultations émet, à une hauteur focale de 16 m, un éclat vert de 3 secondes par période de 4 secondes. Sa portée est de 6 milles nautiques (environ 11 km).

## Caractéristiques dufeu maritime
Fréquence : 4 secondes (G)
- Lumière : 3 secondes
- Obscurité : 1 seconde

Identifiant : ARLHS : USA-213 ; USCG : 1-4310 - Amirauté : J0096 .
|            |
| Île Curtis |

|          |
| Peinture |

### Lien connexe
- Liste des phares du Maine